# Komagata Maru
Der japanische Dampfer Komagata Maru (jap. 駒形丸) diente 1914 dem Versuch einer größeren Zahl britischer Staatsbürger indischer Herkunft, die Einreise nach Kanada zu erzwingen. Die kanadischen Behörden verweigerten die Einreise und schickten das Schiff nach Indien. Bei Rückkehr der Auswanderer nach Kalkutta endete der Versuch, die Anführer festzunehmen, in einer Schießerei, bei der 19 der Passagiere starben.
Gebaut worden war das Schiff als Stubbenhuk für den Kanada-Dienst der Dampfschiffs-Reederei „Hansa“. Durch Übernahme der Reederei gelangte es in den Besitz der Hapag, die es  1894 in Sicilia umbenannte und auf verschiedenen Linien einsetzte. 1913 wurde das Schiff nach Japan verkauft und 1914 für die Reise der Inder gechartert.
1924 strandete das Schiff an der Küste Hokkaidōs und ging verloren.

## Einsatzgeschichte des Schiffes
Die Dampfschiffs-Rhederei „Hansa“ wurde 1881 in Hamburg gegründet, die vier neue Dampfer auf deutschen Werften bestellte. Zu den Gründern gehörte der Reeder Carl Laeisz, der auch Aufsichtsratsvorsitzender wurde. Im August 1883 begann die Reederei einen Liniendienst von Hamburg über Antwerpen nach Quebec, der ab 1884 auch Halifax und Boston anlief. 1889 begann die erste Modernisierung der Reederei mit der Beschaffung sechs weiterer Neubauten von 2.404 bis 3.143 BRT, von denen drei auf britischen Werften bestellt wurden und bis 1892 in Dienst kamen.
Die Stubbenhuk war eines der beiden bei der Werft von Charles Connell & Company im Glasgower Stadtteil Scotstoun bestellten Schiffe. Obwohl sie unmittelbar nach dem ersten Auftrag der Reederei, der Grimm, gefertigt wurde, waren die beiden Connell-Schiffe mit den Baunummern 167 und 168 keine klassischen Schwesterschiffe, sondern nur sehr ähnlich, wie alle sechs Aufträge. Die Schiffe von fünf Werften hatten alle zwei Masten, einen leicht schräg aufgestellten Schornstein, einen geraden Steven und ein ausgeprägtes Deckhaus mittschiffs um den Schornstein.
Die Stubbenhuk war mit etwas über 100 Meter Länge drei Meter länger als die vorher gefertigte Grimm und auch etwas breiter. Mit ihren 3.016 BRT war sie das erste Schiff der Reederei von über 3000 BRT und blieb bis zur Indienststellung der Pickhuben vier Monate später das größte Schiff der Hamburger Reederei. Am 19. Oktober 1890 trat die Stubbenhuk ihre Jungfernreise von Hamburg nach Kanada an. Schon im Februar 1892 übernahm dann die Hapag die Dampfschiffs-Rhederei „Hansa“. Diese wollte vor allem den Kanada-Dienst übernehmen, da sie zunehmende Schwierigkeiten auf ihren Hauptstrecken direkt in die USA durch geänderte Einreiseregelungen befürchtete und die Verträge der „Hansa“ mit der Canadian Railway auch mit übernehmen wollte, die Reisen der Auswanderer in verschiedene Teile der USA ermöglichten. Auch wollte sie durch ihr Engagement in dem von britischen Gesellschaften dominierten Fahrtgebiet, Druck auf diese ausüben, um bessere Auswandererquoten im Direktverkehr in die USA zu erhalten. Ein Muster, das bei etlichen Aktivitäten der Hapag auch in der Folgezeit zu beobachten war. 1893 führte das Schiff vier Fahrten bis nach Montreal und eine über Halifax nach Baltimore durch. 1894 blieb das Schiff in diesem Fahrtgebiet.

### Weitere Einsätze für die Hapag
Am 16. Oktober 1894 wurde das Schiff dann Sicilia umbenannt und erhielt mit dem auf -ia endenden Namen eine für die Hapag typische Namensform. Schon am 27. Oktober lief sie erstmals unter ihrer neuen Reedereiflagge nach Kanada, der noch eine Reise von Hamburg nach Boston folgte. Am 8. Mai 1895 begann ihre erste Reise von Stettin über Helsingborg, Göteborg und Kristiansand nach New York, der zweite weitere folgten. Ab Mai 1896 folgten wieder vier Reisen nach Montreal, und dann 1897 weiter Reisen zwischen Stettin und New York bis zum 9. Dezember 1897. Neben der Sicilia kam mit der Georgia (ex Pickenhuben) auch ein weiteres ehemaliges Hansa-Schiff auf der neuen Linie über Skandinavien zum Einsatz.
Am 13. März 1901 eröffnete die Sicilia einen neuen Ganzjahresdienst der Hapag zwischen  Genua, Neapel und New York für Auswanderer, der bis dahin nur ein Winterdienst gewesen war. Neben ihr wurde auch die Georgia sowie  die Scotia (ex Grimm), die zuvor an die belgische Red Star Line verchartert war, eingesetzt. Ihren letzten Einsatz auf dieser Route hatte die Sicilia ab dem 2. Februar 1902.
Im  April 1902 begann dann ihre erste von neun Rundfahrten  auf der neuen Strecke von Odessa über Konstantinopel, Smyrna und Piräus nach New York, von denen die letzte am 23. Juli 1904 begann. Neben ihr wurde auf dieser zusammen mit der DLL betriebenen Linie auch wieder die Georgia eingesetzt, die sieben Rundfahrten absolvierte. Als die Linie 1904 eingestellt wurde, hatten die Schiffe beider Gesellschaften insgesamt 27 Rundfahrten durchgeführt.
Danach folgten wieder Einsätze aus Italien in die USA. Insgesamt brachte die Sicilia von 1892 bis zum Juli 1907 auf 65 Reisen 41456 Auswanderer nach Ellis Island.

### Verkauf nach Japan
1913 wurde die Sicilia ex Stubbenhuk nach Japan an eine kleine Reederei „Shin’ei Kisen Gōshi Kaisha“ verkauft, die neben dem jetzt in Komagata Maru umbenannten Schiff nur über einen weiteren Dampfer verfügte. 1914 vercharterte die Reederei den Dampfer an einen britischen Staatsbürger indischer Herkunft, Baba Gurdit Singh (1860–1954), für eine Fahrt von Hongkong nach Vancouver.
Gurdit Singh kannte sicher die zu Beginn des Jahres erlassenen neuen Einreisebestimmung für Inder nach Kanada, die die weitere Einreise von Asiaten nach Kanada erheblich erschweren sollten. Er wurde in Hongkong verhaftet, als er Tickets für die geplante Fahrt verkaufte, da die britischen Behörden die Reise für illegal hielten. Er wurde auf Kaution freigelassen und erhielt die Erlaubnis, auszulaufen. So verließ die Komagata Maru am 4. April 1914 die britische Kronkolonie mit 165 Fahrgästen. Über Shanghai, wo weitere Fahrgäste an Bord kamen, lief sie bis zum 14. April nach Yokohama. Am 3. Mai lief sie von dort mit inzwischen 376 Fahrgästen aus. Alle Fahrgäste waren britische Staatsbürger, davon 340 Sikhs, sowie 24 Inder muslimischen und 12 hinduistischen Glaubens. Um die vielen Fahrgäste unterzubringen, wurden auch die unteren Frachträume des Schiffes hergerichtet.

### DerKomagata Maru-Zwischenfall
Am 23. Mai 1914 traf die Komagata Maru im Burrard Inlet vor Vancouver ein. Der konservative Premierminister von British Columbia, Richard McBride, erklärte, dass es den Fahrgästen nicht erlaubt sei, das Land zu betreten und das Schiff verblieb auf der Reede. Von Konservativen unter dem Abgeordneten Henry Herbert Stevens wurden Proteste an Land gegen eine weitere Einwanderung von Indern organisiert. Auch auf Seiten der indischen Einwanderer in Kanada und den USA wurde ein Unterstützungskomitee für die Passagiere gegründet und versucht gerichtlich eine Einreiseerlaubnis zu erstreiten, was scheiterte. Der kanadische Premierminister, Sir Robert Borden, hob die Entscheidung der lokalen Einwanderungsbehörden nicht auf und entsandte nur den Landwirtschaftsminister Martin Burrell als Verhandlungsführer.

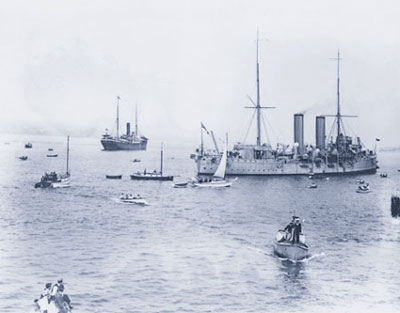
Die Rainbow und die Komagata Maru

Schließlich mobilisierte die Regierung im Juli 1914 den alten Kreuzer Rainbow in Esquimalt unter Commander Walter Hose, der mit kanadischen Truppen nach Vancouver lief. Die am 19. Juli eintreffende Rainbow sollte das Schiff zur Rückfahrt zwingen, was ihr schließlich am 23. Juli gelang. Nur 24 Passagieren wurde die Einreise nach Kanada erlaubt. Den übrigen wurde die Einreise verboten, obwohl es sich um britische Bürger handelte und viele zuvor in der britischen Armee gedient hatten. Als Gründe wurden nicht hinreichende finanzielle Mittel der Einwanderer genannt und dass nach dem Kanadischen Einwanderungsgesetz eine Einwanderung nur bei direkter Fahrt aus Indien zulässig sei.
Nach zwei Monaten ohne Landgang drehte ein Schlepper die Komagata Maru und schleppte sie aus der Bucht. Die Schiffsleitung wurde von den kanadischen Behörden aufgefordert, die Fahrgäste nach Indien zu transportieren.
Die Komagata Maru traf am 27. September in Kalkutta ein. Von einem britischen Wachboot wurde das Schiff nach Budge Budge geleitet und unter Bewachung gestellt. Die britische Regierung Indiens hielt die Fahrgäste für gefährliche Agitatoren. Bei dem Versuch, den Organisator Baba Gurdit Singh und erkannte Mitglieder radikaler Parteien zu verhaften, leisteten die Fahrgäste Widerstand und in dem entstehenden Handgemenge gebrauchte die Staatsmacht Schusswaffen. Dabei kamen 19 der Passagiere zu Tode. Einige konnten entkommen, die Mehrzahl aber wurde verhaftet. Sie konnten später in ihre Heimatorte zurückkehren, blieben aber für die Dauer des Weltkriegs unter polizeilicher Beobachtung.
Gurdit Singh gelang die Flucht und er lebte bis 1922 im Untergrund. Auf Bitten von Mahatma Gandhi stellte er sich dann als 'true patriot' und erhielt eine fünfjährige Gefängnisstrafe.
Die Verweigerung der Einreise nach Kanada und die Vorkommnisse bei der Rückkehr werden als Beispiele der Ungleichbehandlung asiatischer Migranten erinnert. Am 7. Juli 2014 gedachte die kanadische Regierung dieser rassistisch motivierten Handhabung des Kanadischen Einwanderungsgesetzes und erklärte den Vorfall zu einem „nationalen historischen Ereignis“.

### Das Ende des Schiffes
1924 wurde das Schiff in Heian Maru (平安丸) umbenannt. Am 11. Februar 1926 strandete das Schiff nahe Kap Soedomari an der Küste Hokkaidōs und ging verloren.